# Gambialoa asiatica
Gambialoa asiatica är en insektsart som beskrevs av Irena Dworakowska 1979. Gambialoa asiatica ingår i släktet Gambialoa och familjen dvärgstritar.
Artens utbredningsområde är Vietnam. Inga underarter finns listade i Catalogue of Life.